# 한영애
한영애(1956년 7월 ~ )는 대한민국의 여성 대중가수이자 음악가(싱어송라이터)이며 연극배우 겸 뮤지컬 배우이다.

## 생애
한영애는 서울여자고등학교를 거쳐 서울예술전문대학 연극과를 나왔다. 1976년 '해바라기' 멤버로 참여하며 가요계에 데뷔하였고, 1978년 극단 '자유'에서 연극에 데뷔하였다. 1982년 '참새를 태운 잠수함' 멤버로 활동하였고, 1986년 4월 신촌의 카페 ‘레드 제플린’에서 엄인호, 김병호(기타·노래), 이정선(기타·하모니카·노래), 김현식(노래)과 함께 신촌블루스를 결성하였다. 1995년부터 현재까지 대중가요 노랫말만들기 모임 '詩樂檜'(시악회) 회원으로도 활동하고 있다.
대중음악전문지 서브(SUB)가 1998년 12월호에서 선정한 ‘한국대중음악사 100대 명반’에 한영애의 2집 앨범 《바라본다》와 4집 《불어오라 바람아》가 33위와 48위에 꼽혔으며, 2007년 경향신문과 가슴네트워크가 선정한 ‘한국대중음악 100대 명반’에서 《바라본다》가 19위에 올랐다.

## 학력
- 서울여자고등학교 졸업
- 프랑스 파리 시립음악원 중퇴
- 서울예술전문대학 연극학과 전문학사

## 발표 앨범
- 비정규 1집 《어젯밤 꿈. 먼 길 떠난 임》,1977
- 1집 《여울목》,1986
- 2집 《바라본다》,1988
- 3집 《한영애 1992》,1992
- 공연실황 앨범 《아우성》,1993
- 4집 《불어오라 바람아》,1995
- 5집 《난다 난다 난·다》,1999
- 6집 《955》, 2003
- 7집 《샤키포》, 2014

## 출연작

### 연극
- 더치맨
- 고독이라는 이름의 여인
- 초혼
- 무엇이 될고하니(달래역)
- 영원한 디올라
- 환경극 Ocean World

### 뮤지컬
- 《지하철 1호선》
- 《오페라의 유령》
- 《쉘부르의 우산》

### 영화
- 2003년 《봄날의 곰을 좋아하세요?》 - 김진섭 역

### TV 프로그램
- 1995년 MBC 《토요예술무대》
- 1996년 KBS 《이소라의 프로포즈》
- 1998년 MBC 《일요예술무대》
- 1999년 KBS 《이소라의 프로포즈》
- 1999년 MBC 《음악캠프》
- 2003년 대구MBC 《텔레콘서트 자유》
- 2006년~ KBS 《콘서트 7080》
- 2009년 MBC 《음악여행 라라라》
- 2009년 SBS 《김정은의 초콜릿》
- 2011년 KBS 《유희열의 스케치북》
- 2012년 MBC 《나는 가수다 II》
- 2012년 엠넷 《보이스 코리아》
- 2012년 TVN 《백지연의 피플 INSIDE》
- 2013년 MBC 《스타 오디션 위대한 탄생 3》
- 2013년 엠넷 《윤도현의 MUST》
- 2013년 엠넷 《봄여름가을겨울의 숲》
- 2015년 EBS 《스페이스 공감》
- 2016년 TV조선 《인생다큐 마이웨이》
- 2017년 SBS 《판타스틱 듀오》
- 2017년 KBS 《아침마당》
- 2024년 KBS 《열린음악회》 공사창립기획, 1468회 (2024.3.3)

### 라디오 프로그램
- 2004년 EBS 《한영애의 문화 한 페이지》
- 2015년 EBS 《EBS 책 읽는 라디오 낭독 시리즈》
- 2017년~ 국악방송 《한영애의 문화시대》